# François Méheut
Pour les articles homonymes, voir Méheut.
François Méheut, né le 23 mars 1905 à Saint-Brieuc, mort à Nantes le 12 juin 1981, est un artiste peintre et sculpteur français.
Il n’a pas de lien de parenté avec le peintre Mathurin Méheut, qui s’inspire également des traditions bretonnes.

## Biographie
Son père est ébéniste à Saint-Brieuc.
Après trois ans d’étude à l’École régionale des beaux-arts de Rennes, François Méheut est admis à l’École des beaux-arts de Paris où il est l’élève de Jean Boucher.
En 1930, il obtient le premier second grand prix de Rome en sculpture.
Jusqu’en 1940, date à laquelle il est mobilisé et fait prisonnier, il collabore avec la fonderie Susse à la production de nombreuses sculptures.
Il est nommé professeur de dessin à Boulogne-sur-Mer puis à Nantes au lycée Eugène Livet. Il abandonne alors la sculpture pour se consacrer exclusivement à la peinture.
Marié à un professeur d’art appliqué, il est le père de Philippe Méheut, artiste-peintre, auteur-compositeur et interprète.
Il est mort à Nantes le 24 juin 1981.

## Collections publiques
- L’Architecture, 1937, modèle plâtre original de la statue commandée pour le « pavillon de l'enseignement » de l'Exposition internationale de 1937, musée de Mont-de-Marsan[7]

### Aures sources
- États-civils numérisés de la ville de Saint-Brieuc
- François Méheut Musée virtuel, par son fils Philippe
- ABCéramique